# Vila Maria
La Vila Maria és un edifici del municipi de Torrelles de Foix (Alt Penedès) que forma part de l'Inventari del Patrimoni Arquitectònic de Catalunya.

## Descripció
L'edifici està situat al carrer del Raval nº1. Ocupa un extrem d'illa i té un pati lateral. És de planta quadrada i consta de planta baixa i dos pisos. L'accés està situat a la façana que dona al jardí, on hi ha un porxo format per arqueres i columnes que suporten una terrassa. Hi ha combinació d'obertures rectangulars i circulars. L'edifici es corona per una cornisa i un terrat. Cal destacar la balustrada i els esgrafiats de la façana, de motius florals, d'estètica noucentista. La Vil·la Maria va ser bastida l'any 1924, d'acord amb la inscripció que figura al coronament de la façana.